# Steatoda tristis
Steatoda tristis är en spindelart som först beskrevs av Albert Tullgren 1910.  Steatoda tristis ingår i släktet vaxspindlar, och familjen klotspindlar.
Artens utbredningsområde är Tanzania. Utöver nominatformen finns också underarten S. t. ruwenzorica.